# Жан Малакэ
Жан Малакэ (настоящее имя Владимир Ян Павел Малацкий; фр. Jean Malaquais; пол. Wladimir Jan Pavel Malacki)  —  французский и польский писатель с еврейскими корнями.

## Биография
Он родился в Варшаве. В семье преподавателя латыни и греческого языка.
Когда ему исполнилось 18 лет он уехал из Польши, предвидя скорый конец привычной жизни, путешествовал по Восточной Европе и Ближнему Востоку. В своем дневники он писал так: «У меня было ощущение, что в Польше приближается конец света, поэтому я хотел открыть для себя жизнь других стран, прежде чем она полностью исчезнет. Морально и интеллектуально я был бродягой, товарищем обездоленных».
Поселился во Франции, работал разнорабочим, в том числе на руднике, и придумал себе псевдоним Жан Малакэ. 
Был связан с рядом французских левых организаций вроде троцкистской Коммунистической лиги, хотя формально в них и не входил.
Участвовал в Гражданской войне в Испании в войсках ПОУМ.
Воевал во Второй Мировой войне где попал в плен к немцам, но при помощи сети Вариана Фрая сбежал через Марсель и Венесуэлу.
С 1943 по 1947 жил в Мексике и в США был членом левокоммунистических групп.
Получил премию Ренодо за свой роман «Яванец» (Les Javanais), основанный на его опыте иммигранта-шахтёра в Провансе; им восхищался Андре Жид, который сделал Малакэ своим личным секретарём. 
В 1998 скончался в возрасте 90 лет в Женеве.